# 2022年中国足坛腐败案
2022年中国足坛腐败案是指2022年11月起，由中央纪委、国家监委牵头进行的在中国足球领域的一次大规模追查赌球、行贿、操纵比赛等违法犯罪行为的事件。在此次反腐行動中，中國足球的管理機構——中國足協和中超公司的領導層幾乎全員下馬，除此之外一部分球員和教練也遭到逮捕，其涉及幅度之廣、追查幅度之深為中國體育史上罕見。

## 背景
中国足坛此前进行过两次反腐风暴，分别是2001年的“甲B五鼠事件”，以及2009年中国足坛腐败案。第一次反腐风暴在裁判龚建平锒铛入狱之下草草了之，第二次反腐风暴则导致多名足协官员、俱乐部官员和球员锒铛入狱。

## 事件经过
2021年3月，曾被查出参与打假球的天津津门虎（天津泰达）因财务问题被天津市体育局托管。12月底，中共天津市纪委、天津市监委宣布前天津津门虎董事长董文胜、总经理李广益、助理教练王霄、助理教练迟嵘亮因涉嫌贪污受贿被纪委调查。2022年2月，董文胜被批捕，3月被提起公诉。8月底，前中国足协副主席王登峰被中共中央纪委国家监委带走调查。11月12日，前中国足球队主教练李铁被带走调查或参与协助调查。2022年11月26日，中共湖北省纪委、湖北省监委正式确认前国足主教练李铁因“涉嫌严重违法”，被中央纪委、国家监委驻国家体育总局纪检监察组和湖北省监委监察调查。
2022年8月7日，第16屆广东省运动会的男足U15比賽爆发了假球事件，清远代表队在3比1领先广州代表队的情况下，以诡异的方式连丢4球，被对方3比5逆转。最终广东省监察委员会与中国足协于12月25日发布了这件事的调查结果，最终共21人被追究责任，广州市足球协会也被处以停工两年由广东省足协代行其一切工作的处罚。
11月30日，李铁供出部分参与2019年中超保级战中武汉卓尔对天津天海时打假球的球员，其中前国足门将张鹭被带走调查。
2023年1月19日，中国足协秘书长刘奕、国家队管理部部长陈永亮相继因涉嫌严重违法而落马。刘奕曾负责推动职业联盟成立及联赛相关工作，但在他落马前职业联盟仍未成立。陈永亮与曾主管裁判工作的李冬生有过紧密联系，李冬生此后因受贿罪、贪污罪被判处有期徒刑9年。兼任国管部部长的陈永亮主要负责国家队相关工作，因此与李铁、陈戌源关系紧密。2月14日，湖北省纪委监委公布时任中国足球协会主席、党委副书记陈戌源涉嫌严重违纪违法，正接受中央纪委国家监委驻国家体育总局纪检监察组和湖北省监委审查调查，同时被查的还有河北足球俱乐部董事长孟惊。
2月16日，王登峰案调查结束，山东省人民检察院依法以涉嫌贪污罪、受贿罪对王登峰决定逮捕并进行起诉。
3月23日，中国足协纪律委员会主任王小平接受监察调查、竞赛部部长黄松接受审查调查。王小平在2009年上一轮足坛反赌扫黑时开始担任足协纪律委员会主任，还宣读了对涉假球队的处罚决定。2017年，他曾针对职业联赛赛场上的违规违纪行为开出多达279张罚单。但近年来一些罚单的尺度引发足球业内讨论和外界热议。4天后，中共中央纪委启动二十届中央第一轮巡视工作，对国家体育总局开展机动巡视，中央纪委书记李希在二十届中央第一轮巡视动员部署会上强调“特别是足球领域腐败问题和深层次体制机制问题”。
3月29日，湖北省监察委员会宣布，已调任中国田径协会主席的中国足协原副主席于洪臣涉嫌严重违纪违法，正接受中央纪委国家监委驻国家体育总局纪检监察组和湖北省监委审查调查。于洪臣在足球系统工作多年，曾任中国足协副主席，分管过职业联赛执行局、中超公司，也是中国足球上一轮“反赌扫黑”工作的亲历者。同日，中超联赛有限责任公司原总经理董铮涉嫌严重违法，接受监察调查。
3月31日，王登峰遭到开除党籍和开除公职处分。中央纪委国家监委驻教育部纪检监察组和山东省纪委监委在通报中称他违规将社会人员借调到教育部体育卫生与艺术教育司工作，利用职务便利侵占公共财务，为他人在项目承揽、赛事承办等方面谋取利益，并非法收受财物。
4月1日，中央纪委国家监委网站宣布，国家体育总局党组成员、副局长杜兆才涉嫌严重违纪违法，正接受中央纪委国家监委纪律审查和监察调查。自李铁被查之日起，截至当日，已有9人与中国足球关联的人士通报被查。次日，国家体育总局紧急组成“工作组”进驻中国足协，主持协会相关工作。中国足协工作组共有7名成员，由体育总局党组成员、副局长李颖川担任组长，现任体科所党委书记兼所长曹景伟，现任手曲棒垒中心副主任杨旭，篮球中心中国篮协联合党委副书记、纪委书记袁永清，中国足协副主席高洪波、孙雯，协会纪委书记闫占河担任组员。
4月28日，中国足球协会原副主席李毓毅、中超联赛有限责任公司原董事长马成全涉嫌严重违纪违法，接受中央纪委国家监委驻国家体育总局纪检监察组和湖北省监委审查调查。
5月11日，山东泰山球员郭田雨、孙准浩二人被辽宁沈阳公安机关带走进行刑事调查，后者成为中国足坛历次反腐行动中落网的首名外籍球员。6月6日，孙准浩的中方经纪人周凯旋因涉嫌对非国家工作人员行贿罪被刑事拘留。6月17日，孙准浩被正式逮捕。
7月22日，中国足球协会战略规划部部长戚军、中国足球协会技术部部长谭海涉嫌严重违纪违法，接受中央纪委国家监委驻国家体育总局纪检监察组和湖北省监委审查调查。
8月初，南通支云官方通报撤销施晓东、徐骏敏两名球员的联赛报名并与两人解约，原因是两人在7月末被有关部门要求配合调查。李铁因涉嫌受贿、行贿等5项罪行被咸宁市人民检察院提起公诉。
8月14日，上海中国航海博物馆副馆长严俊（曾任上港集团总裁）涉嫌严重违纪违法，接受上海市纪委监委纪律审查和监察调查，据上海证券报报道，严俊被查或涉及原中国足协主席、党委副书记陈戌源一案。
8月30日，中超联赛有限责任公司董事长刘军涉嫌严重违纪违法，接受中央纪委国家监委驻国家体育总局纪检监察组和湖北省监委审查调查。
9月，陈戌源因涉嫌受贿被黄石市人民检察院提起公诉。
10月7日，杜兆才被开除党籍、公职，后被逮捕。
11月6日（2023赛季中超联赛结束后2日），中国足协执委、河南省足球协会主席、河南建业俱乐部前总经理、副董事长杨楠有重大犯罪嫌疑被立案调查，并免去其在河南足协的职务。
12月，严俊被开除党籍、公职。
2024年1月9日，中央纪委电视专题片《持续发力纵深推进》第4集《一体推进“三不腐”》以25分钟的篇幅介绍了足坛系列腐败案的案情，甚至直接点出“一些财大气粗的俱乐部带动的金元足球氛围”对中国足坛风气恶化起到的催化作用。而在此前的1月7日，国足一行从阿联酋飞抵卡塔尔多哈备战，期间全员观看该集接受警示教育。另外中国足协已向内部员工发出“按时收看”通知，并要求全员提交不少于1500字的观后感。
1月，严俊因涉嫌受贿被上海市人民检察院第一分院提起公诉，杜兆才因涉嫌受贿被武汉市人民检察院提起公诉。
1月29日，中国足协原主席陈戌源、中国足协原国管部部长陈永亮、武汉市足球管理中心原竞赛部部长刘磊出庭受审。1月30日，中国足协原副主席于洪臣、中超联赛有限责任公司原总经理董铮出庭受审。
3月18日，王登峰被山东省德州市中级人民法院以贪污罪、受贿罪判处有期徒刑十七年，并处罚金人民币五百万元。
3月26日，陈戌源被湖北省黄石市中级人民法院以受贿罪判处无期徒刑，剥夺政治权利终身，并处没收个人全部财产；于洪臣被湖北省黄石市中级人民法院以受贿罪判处有期徒刑十三年，并处罚金人民币二百万元；陈永亮被咸宁市咸安区人民法院以受贿罪、行贿罪判处有期徒刑十四年，并处罚金人民币二百二十万元；董铮被松滋市人民法院以受贿罪判处有期徒刑八年，并处罚金人民币二百万元；刘磊被嘉鱼县人民法院以受贿罪、行贿罪判处有期徒刑二年六个月，并处罚金人民币三十万元。
3月28日，中国足协发布《中国足球协会关于聘请足球社会监督员的通告》和《中国足球协会“假赌黑”问题举报处理暂行办法》，中国国家男子足球队原主教练李铁、中国足球协会竞赛部原部长黄松、武汉市足球协会原常务副会长付翔、成都市足球协会原主席辜建明出庭受审。
3月29日，中国足球协会原副主席李毓毅、中国足球协会职业联赛理事会执行局原局长、中超联赛有限责任公司原董事长马成全出庭受审。
4月17日，广州市花都区纪委网站宣布，广东省足球协会原副秘书长兼竞赛部部长岑亦斌涉嫌严重违法，正接受广州市花都区监察委员会监察调查。
8月19日，李毓毅被湖北省荆州市中级人民法院以受贿罪判处有期徒刑十一年，并处罚金人民币一百万元；付翔被嘉鱼县人民法院以贪污罪、受贿罪、行贿罪、单位行贿罪判处有期徒刑十一年，并处罚金人民币一百四十万元。
8月20日，黄松被松滋市人民法院以受贿罪判处有期徒刑七年，并处罚金人民币六十万元；辜建明被通城县人民法院以贪污罪判处有期徒刑三年六个月，并处罚金人民币二十万元，以受贿罪判处有期徒刑二年六个月，并处罚金人民币十万元，以单位行贿罪判处有期徒刑二年六个月，并处罚金人民币十万元，决定执行有期徒刑六年，并处罚金人民币四十万元。
8月21日，马成全被崇阳县人民法院以受贿罪判处有期徒刑十年六个月，并处罚金人民币七十万元，以利用影响力受贿罪判处有期徒刑二年，并处罚金人民币十万元，决定执行有期徒刑十一年三个月，并处罚金人民币八十万元。
8月26日，中国足球协会战略规划部原部长戚军、成都市足球协会原专职副主席刘刚出庭受审。
8月27日，中国足球协会换届筹备组原副组长、中国足球协会原秘书长刘奕、中国足球协会裁判管理部原部长谭海出庭受审。
8月28日，国家体育总局原副局长杜兆才出庭受审。
9月10日，中国足球协会在大连召开新闻发布会公告，抓获违法犯罪嫌疑人128人，打掉网络赌博团伙12个，查实涉嫌赌球、假球比赛120场，对83名涉案球员、裁判员、教练员、俱乐部管理人员依法采取刑事强制措施。已有44名涉案足球从业人员被法院依法作出判决，34人被依法判处有期徒刑以上刑罚。金敬道、沈刘曦等44人被终身被禁止参加中国境内有关的足球活动（其中沈刘曦是第二次被处以终身禁赛），巴合江·吾尔满等17人被禁止参加中国境内有关的足球活动5年。禁赛令发出后，汪嵩、芦宁表示自己冤枉，而丁捷和杨文吉表示自己是在被欠薪情况下迫不得已踢了假球。之后有13名假球賭球涉案人員提出申訴，請求撤銷或減輕相關處罰。11月8日，中国足协表示，中國足協糾紛解決委員會駁回上述13宗案件的申訴。
12月10日，戚军被湖北省石首市人民法院以受贿罪判处有期徒刑七年，并处罚金人民币六十万元。
12月11日，谭海被湖北省石首市人民法院以受贿罪判处有期徒刑六年六个月，并处罚金人民币二十万元；刘奕被湖北省咸宁市中级人民法院以受贿罪判处受贿罪判处有期徒刑十一年，并处罚金人民币三百六十万元。
12月12日，刘刚被湖北省通城县人民法院以贪污罪判处有期徒刑七年，并处罚金人民币四十万元；以受贿罪判处有期徒刑二年，并处罚金人民币二十万元；以单位行贿罪判处有期徒刑一年，并处罚金人民币十万元，决定执行有期徒刑八年，并处罚金人民币七十万元。
12月13日，李铁被湖北省咸宁市中级人民法院以受贿罪、行贿罪、单位行贿罪、非国家工作人员受贿罪、对非国家工作人员行贿罪判处有期徒刑二十年；杜兆才被湖北省武汉市中级人民法院以受贿罪判处有期徒刑十四年，并处罚金人民币四百万元。
2025年7月14日，严俊被上海市第一中级人民法院以受贿罪判处有期徒刑十二年，并处罚金人民币二百万元。
2025年7月30日，王小平被湖北省松滋市人民法院以受贿罪判处有期徒刑十年六个月，并处罚金人民币七十万元；刘军被湖北省通山县人民法院以受贿罪判处有期徒刑十年，并处罚金人民币六十万元；以非国家工作人员受贿罪判处有期徒刑二年，并处罚金人民币五十万元，决定执行有期徒刑十一年，并处罚金人民币一百一十万元。
2024年5月30日，苟仲文涉嫌严重违纪违法，接受中央纪委国家监委纪律审查和监察调查。
2024年12月12日，经中共中央批准，中央纪委和国家监委发布公告，给予苟仲文双开处分。
2024年12月19日，最高人民检察院发布公告，决定以涉嫌受贿罪、滥用职权罪对苟仲文作出逮捕决定。
2025年5月，原国家体育总局局长苟仲文涉嫌受贿、滥用职权一案，由国家监察委员会调查终结，经最高人民检察院指定，由江苏省盐城市人民检察院向盐城市中级人民法院提起公诉。起诉书显示，苟仲文受贿“数额特别巨大（超过3亿）”，滥用职权“情节特别严重（造成经济损失超过10亿）”。

## 已知协助或接受调查的足球界人士
以下人士曾协助调查、接受警方調查、被拘留、被逮捕或被起诉：

### 国家体育总局官员
| 姓名   | 原职务           | 罪名               | 一审判决或调查结果 | 备注   |
| ------ | ---------------- | ------------------ | ------------------ | ------ |
| 苟仲文 | 国家体育总局局长 | 受贿罪、滥用职权罪 | 审查中             | [ 75 ] |

### 足协官员

#### 中国足协
| 姓名   | 原职务                                   | 罪名                         | 一审判决或调查结果                         | 备注                                   |
| ------ | ---------------------------------------- | ---------------------------- | ------------------------------------------ | -------------------------------------- |
| 杜兆才 | 国家体育总局副局长、中国足球协会党委书记 | 受贿罪                       | 有期徒刑十四年 罚金人民币四百万元          | [ 76 ]                                 |
| 陈戌源 | 第6任中国足球协会主席兼党委副书记        | 受贿罪                       | 无期徒刑 剥夺政治权利终身 没收个人全部财产 | [ 41 ]                                 |
| 王登峰 | 中国足球协会副主席                       | 贪污罪、受贿罪               | 有期徒刑十七年 罚金人民币五百万元          | [ 40 ]                                 |
| 于洪臣 | 中国田径协会主席、前中国足球协会副主席   | 受贿罪                       | 有期徒刑十三年 罚金人民币二百万元          | [ 42 ]                                 |
| 刘奕   | 中国足球协会秘书长                       | 受贿罪                       | 有期徒刑十一年 罚金人民币三百六十万元      | [ 68 ]                                 |
| 陈永亮 | 中国足球协会常务副秘书长兼国管部部长     | 受贿罪、行贿罪               | 有期徒刑十四年 罚金人民币二百二十万元      | [ 43 ]                                 |
| 王小平 | 中国足球协会纪律委员会主任               | 受贿罪                       | 有期徒刑十年六个月 罚金人民币七十万元      | 当事人当庭翻供且证据不足导致进展缓慢。 |
| 黄松   | 中国足球协会竞赛部部长                   | 受贿罪                       | 有期徒刑七年 罚金人民币六十万元            | [ 50 ]                                 |
| 董铮   | 中超公司总经理                           | 受贿罪                       | 有期徒刑八年 罚金人民币二百万元            | [ 43 ]                                 |
| 李毓毅 | 中国足球协会副主席                       | 受贿罪                       | 有期徒刑十一年 罚金人民币一百万元          | [ 48 ]                                 |
| 马成全 | 中超联赛有限责任公司董事长               | 受贿罪、利用影响力受贿罪     | 有期徒刑十一年三个月 罚金人民币八十万元    | [ 52 ]                                 |
| 戚军   | 中国足球协会战略规划部部长               | 受贿罪                       | 有期徒刑七年 罚金人民币六十万元            | [ 66 ]                                 |
| 谭海   | 中国足球协会技术部部长                   | 受贿罪                       | 有期徒刑六年六个月 罚金人民币二十万元      | [ 67 ]                                 |
| 刘军   | 中超公司董事长                           | 受贿罪、非国家工作人员受贿罪 | 有期徒刑十一年 罚金人民币一百一十万元      | [ 74 ]                                 |

#### 地方足协
| 姓名   | 原职务                                           | 罪名                               | 一审判决或调查结果                    | 备注   |
| ------ | ------------------------------------------------ | ---------------------------------- | ------------------------------------- | ------ |
| 吕建海 | 海南省足球协会主席                               |                                    |                                       |        |
| 敬正友 | 成都足协主席                                     |                                    |                                       |        |
| 杨楠   | 河南省足球协会主席                               |                                    |                                       |        |
| 劉磊   | 武漢足協競賽部部長                               | 受贿罪、行贿罪                     | 有期徒刑二年六个月 罚金人民币三十万元 | [ 43 ] |
| 付翔   | 武汉足协副主席                                   | 贪污罪、受贿罪、行贿罪、单位行贿罪 | 有期徒刑十一年 罚金人民币一百四十万元 | [ 49 ] |
| 辜建明 | 成都足协主席                                     | 贪污罪、受贿罪、单位行贿罪         | 有期徒刑六年 并处罚金人民币四十万元   | [ 51 ] |
| 岑亦斌 | 广东足协副秘书长兼竞赛部部长                     |                                    |                                       |        |
| 刘刚   | 成都市赛事运营中心主任、成都市足球协会专职副主席 | 贪污罪、受贿罪、单位行贿罪         | 有期徒刑八年 罚金人民币七十万元       | [ 69 ] |

### 球员及教练
| 姓名                                  | 原所属单位     | 职位     | 罪名                                                                                 | 一审判决或调查结果         | 行业内部处罚和备注 |
| ------------------------------------- | -------------- | -------- | ------------------------------------------------------------------------------------ | -------------------------- | --- |
| 李铁                                  | 中国男足       | 主教练   | 受贿罪、行贿罪、单位行贿罪、非国家工作人员受贿罪、对非国家工作人员行贿罪（公诉罪名） | 有期徒刑二十年             | [ 77 ] [ 78 ] |
| 高尧                                  | 河北足球俱乐部 | 助理教练 | 对非国家工作人员行贿罪                                                               |                            | |
| 忻峰                                  | 武汉足球俱乐部 | 助理教练 | 对非国家工作人员行贿罪                                                               |                            | |
| 张振强                                | 武汉足球俱乐部 | 球员     |                                                                                      |                            | 终身禁止参加足球活动。 |
| 张鹭                                  | 深圳佳兆业     | 球员     |                                                                                      |                            | |
| 王霄                                  | 天津津门虎     | 助理教练 |                                                                                      | 调查结束，继续从事足球工作 | |
| 迟嵘亮                                | 天津津门虎     | 助理教练 |                                                                                      | 调查结束                   | |
| 郑斌                                  | 天津津门虎     | 技术总监 | 对非国家工作人员行贿罪                                                               |                            | 2024年1月确认因李铁事件被调查                                                                                                  |
| 郝伟                                  | 山东泰山       | 主教练   | 对非国家工作人员行贿罪                                                               |                            | |
| 孙准浩                                | 山东泰山       | 球员     |                                                                                      |                            | 2023年5月12日被沈阳警方刑事拘留，2024年3月被释放，首名在反腐风暴中被带走调查的外籍球员。终身禁止参加足球活动（中国境内，下同） |
| 郭田雨                                | 山东泰山       | 球员     |                                                                                      |                            | 2023年5月被沈阳警方刑事拘留。终身禁止参加足球活动。                                                                            |
| 金敬道                                | 山东泰山       | 球员     |                                                                                      |                            | 终身禁止参加足球活动。 |
| 矫喆                                  | 山东泰山       | 助理教练 |                                                                                      |                            | 终身禁止参加足球活动。 |
| 顾超                                  | 浙江绿城       | 球员     | 非国家工作人员受贿罪                                                                 | 有期徒刑3年                | 终身禁止参加足球活动。 |
| 刘旸                                  | 浙江绿城       | 球员     |                                                                                      |                            | 终身禁止参加足球活动。 |
| 沈刘曦                                | 浙江绿城       | 球员     | 开设赌场罪                                                                           |                            | 终身禁止参加足球活动（第二次）。                                                                                               |
| 徐骏敏                                | 南通支云       | 球员     |                                                                                      |                            | 被球队解约，终身禁止参加足球活动。                                                                                             |
| 施晓东                                | 南通支云       | 球员     |                                                                                      |                            | 被球队解约，终身禁止参加足球活动。                                                                                             |
| 杨善平                                | 辽宁宏运       | 球员     |                                                                                      |                            | 终身禁止参加足球活动。 |
| 孙凯                                  | 重庆两江竞技   | 球员     |                                                                                      |                            | 终身禁止参加足球活动。 |
| 方明                                  | 南京有有       | 球员     |                                                                                      |                            | 终身禁止参加足球活动。 |
| 黎斐                                  | 深圳足球俱乐部 | 球员     | 非国家工作人员受贿罪                                                                 |                            | 2024年1月确认因李铁事件被调查                                                                                                  |
| 秦升                                  | 上海申花       | 球员     | 赌博罪                                                                               | 有期徒刑2年                | |
| 朱建荣                                | 上海申花       | 球员     |                                                                                      |                            | 终身禁止参加足球活动。 |
| 孙世林                                | 上海申花       | 球员     |                                                                                      |                            | 终身禁止参加足球活动。 |
| 孙冬                                  | 江西北大门     | 球员     |                                                                                      |                            | 终身禁止参加足球活动。 |
| 彭浩                                  | 江西北大门     | 球员     |                                                                                      |                            | 终身禁止参加足球活动。 |
| 杨文吉                                | 江西北大门     | 球员     |                                                                                      | 缓刑3个月                  | 终身禁止参加足球活动。自述被欠薪。                                                                                             |
| 李嘉纬                                | 江西北大门     | 球员     |                                                                                      |                            | 终身禁止参加足球活动。 |
| 耿晓顺                                | 四川九牛       | 球员     |                                                                                      |                            | 终身禁止参加足球活动。 |
| 李浩杰                                | 四川九牛       | 球员     |                                                                                      |                            | 终身禁止参加足球活动。 |
| 韩旭                                  | 南京城市       | 球员     |                                                                                      |                            | 终身禁止参加足球活动。 |
| 储今朝                                | 南京城市       | 球员     |                                                                                      |                            | 终身禁止参加足球活动。 |
| 黄鹏                                  | 南京城市       | 球员     |                                                                                      |                            | 终身禁止参加足球活动。 |
| 蒋世超                                | 南京城市       | 球员     |                                                                                      |                            | 终身禁止参加足球活动。 |
| 李锐                                  | 南京城市       | 球员     |                                                                                      |                            | 终身禁止参加足球活动。 |
| 孙凝喆                                | 南京城市       | 球员     |                                                                                      |                            | 终身禁止参加足球活动。 |
| 朱佳毅                                | 南京城市       | 球员     |                                                                                      |                            | 终身禁止参加足球活动。 |
| 王新宇                                | 青岛红狮       | 球员     |                                                                                      |                            | 终身禁止参加足球活动。 |
| 张宗正                                | 青岛红狮       | 球员     |                                                                                      |                            | 终身禁止参加足球活动。 |
| 宋华                                  | 青岛红狮       | 球员     |                                                                                      |                            | 终身禁止参加足球活动。 |
| 邓雨浓                                | 青岛红狮       | 球员     |                                                                                      |                            | 终身禁止参加足球活动。 |
| 刘畅                                  | 青岛红狮       | 球员     |                                                                                      |                            | 终身禁止参加足球活动。 |
| 赵远                                  | 青岛红狮       | 球员     |                                                                                      |                            | 终身禁止参加足球活动。 |
| 刘洋洋                                | 青岛红狮       | 球员     |                                                                                      |                            | 终身禁止参加足球活动。 |
| 丁捷                                  | 陕西长安竞技   | 球员     |                                                                                      |                            | 终身禁止参加足球活动。自述被欠薪。                                                                                             |
| 王琦                                  | 陕西长安竞技   | 球员     |                                                                                      |                            | 终身禁止参加足球活动。 |
| 郭纯全                                | 浙江毅腾       | 球员     |                                                                                      |                            | 终身禁止参加足球活动。 |
| 巴力·买买提伊力                       | 新疆天山雪豹   | 球员     |                                                                                      |                            | 终身禁止参加足球活动。 |
| 顾俊杰                                | 新疆天山雪豹   | 球员     |                                                                                      |                            | 终身禁止参加足球活动。 |
| 麦合木提·阿卜杜克热木                 | 新疆天山雪豹   | 球员     |                                                                                      |                            | 终身禁止参加足球活动。 |
| 巴合江·吾尔满、余剑锋、刘泽峰、刘文浩 | 江西北大门     | 球员     |                                                                                      |                            | 禁止参加足球活动5年。 |
| 历鸿                                  | 陕西长安竞技   | 球员     |                                                                                      |                            | 禁止参加足球活动5年。 |
| 芦宁、徐洋、张浩、李帅、多诺万·埃沃洛 | 黑龙江冰城     | 球员     | 对非国家工作人员行贿罪（李帅）、非国家工作人员受贿罪                                 |                            | 禁止参加足球活动5年（李帅除外）。                                                                                              |
| 孙逸、巩林晖                          | 泰安天贶       | 球员     |                                                                                      |                            | 禁止参加足球活动5年。 |
| 汪嵩                                  | 石家庄功夫     | 球员     |                                                                                      |                            | 禁止参加足球活动5年。 |
| 时间、马超、艾力扎提·阿不都热西提     | 新疆天山雪豹   | 球员     |                                                                                      |                            | 禁止参加足球活动5年。 |

### 俱乐部官员
| 姓名           | 原所属单位     | 原职位 | 罪名                       | 一审判决       | 备注 |
| -------------- | -------------- | ------ | -------------------------- | -------------- | --- |
| 董文胜         | 天津津门虎     | 董事长 | 非国家工作人员受贿罪       | 待判决         | 2022年3月因受贿被提起公诉                                                                                 |
| 李广益         | 天津津门虎     | 总经理 |                            | 审查中         | 2021年年底因卷入董文胜受贿事件被调查                                                                      |
| 丁勇           | 深圳足球俱乐部 | 总经理 | 行贿罪、贪污罪、职务侵占罪 | 有期徒刑十年   | 2023年1月因卷入李铁事件被调查                                                                             |
| 丁冬梅         | 深圳足球俱乐部 | 總經理 |                            | 審查中         | 2023年1月因卷入李铁事件被调查                                                                             |
| 孟惊           | 河北足球俱乐部 | 董事长 | 对非国家工作人员行贿罪     | 审查中         | 2023年2月14日因卷入李铁事件和2015中甲连续假球事件被调查                                                   |
| 李君           | 河北足球俱乐部 | 总经理 | 对非国家工作人员行贿罪     | 审查中         | 2023年2月14日前因卷入李铁事件和2015中甲连续假球事件被调查                                                 |
| 陶婷婷         | 昆山FC         | 董事长 |                            | 审查中         | 2023年4月因卷入杜兆才事件被带走调查                                                                       |
| 高寒           | 广州队         | 总经理 |                            | 审查中         | 2023年4月因卷入陈戌源受贿事件被带走调查                                                                   |
| 李晓刚         | 深圳足球俱乐部 | 总经理 |                            | 审查中         | 2023年4月因卷入陈戌源受贿事件被带走调查                                                                   |
| 尹成龙         | 江苏足球俱乐部 | 高层   |                            | 审查中         | 2023年4月因参与假球事件被带走调查                                                                         |
| 田旭东         | 武汉长江       | 董事长 | 行贿罪                     | 审查中         | 2022年12月因卷入李铁事件被带走调查                                                                        |
| 李勤           | 武汉长江       | 总经理 | 行贿罪                     | 审查中         | 2022年12月因卷入李铁事件被带走调查                                                                        |
| 严俊           | 上海海港       | 总裁   | 受贿罪                     | 有期徒刑十二年 | 2023年8月因卷入陈戌源事件被带走调查，2024年1月19日被提起公诉，2024年5月9日一审开庭，2025年7月15日一审宣判 |
| 黄雁           | 辽宁宏运       | 总经理 |                            |                | 终身禁止参加足球活动。                                                                                    |
| 孙爱军、张楠   | 新疆天山雪豹   | 官员   |                            |                | 终身禁止参加足球活动。                                                                                    |
| 刘明禹、安海萧 | 黑龙江冰城     | 官员   |                            |                | 禁止参加足球活动5年。                                                                                     |

### 其他涉案人员
| 姓名   | 原所属单位   | 原职位         | 罪名                           | 一审判决 | 备注                    |
| ------ | ------------ | -------------- | ------------------------------ | -------- | ----------------------- |
| 曹卫东 | 北京体育大学 | 校长兼党委书记 |                                |          | 2024年3月15日被立案调查 |
| 周凯旋 |              | 足球经纪人     | 对非国家工作人员行贿罪         |          | 2023年6月6日被立案调查  |
| 朱宏兴 |              | 赌博从业者     | 对非国家工作人员行贿罪、赌博罪 |          | 社会闲散人员            |